# Université d'État de Californie à Bakersfield
L'université d'État de Californie à Bakersfield, en anglais California State University, Bakersfield (CSUB), est une université faisant partie du système de l'université d'État de Californie, qui est située à Bakersfield.
En sport, les Bakersfield Roadrunners ou Cal State Bakersfield Roadrunners défendent les couleurs de l'université en tant que membre de la Big West Conference, en Division I de NCAA.